# ラゴス植民地

ラゴス植民地
Lagos Colony (英語)

ナイジェリアにおけるラゴス植民地の位置

ラゴス植民地（ラゴスしょくみんち、英語: Lagos Colony）は、現在のナイジェリア南部のラゴス港を中心としたイギリスの植民地である。

## 解説
ラゴスのオバであるドスンムは、ラゴスとその住民への脅威に晒されながらも抵抗を続け、最終的には1861年にラゴス割譲条約に署名したことでラゴス島をイギリスに割譲し、その翌年にラゴスは植民地となった。
1906年には、南部ナイジェリア保護領に組み込まれ、首都となった。

## 関連文献
- Ordinances, and orders and rules thereunder, in force in the colony of Lagos, on April 30th, 1901, London: Stevens and Sons, Limited, (1902)